# José Manuel Rey
José Manuel Rey Cortegoso (* 20. Mai 1975 in Caracas) ist ein ehemaliger venezolanischer Fußballspieler, der zuletzt beim Club Deportivo Lara unter Vertrag stand und mit 78 bis 115 Spielen von Februar 2007 bis Juni 2013 Rekordnationalspieler der venezolanischen Fußballnationalmannschaft war, für die er elf Tore erzielte.
Seine Spitznamen sind unter anderem Tetero, Gallego und Autobus.

## Karriere

### Verein
Rey spielte in seiner Karriere bei vielen verschiedenen Vereinen, wie z. B.: Marítimo Caracas, zweimal bei CS Emelec, FC Dundee, FC Pontevedra, Atlético Nacional, AEK Larnaka, CSD Colo-Colo, AC Mineros de Guayana, insgesamt sechsmal bei FC Caracas und für seinen aktuellen Verein Club Deportivo Lara.
2009 wurde er an CSD Colo-Colo ausgeliehen und beim Spiel erzielte er einen Treffer durch einen Freistoß im Estadio Monumental David Arellano, den eigentlich der ausgewechselte Freistoßschütze Luis Mena schießen sollte. Nachdem er sagte, dass die Abwehr von Colo-Colo zu wünschen übrig lässt, wurde es während der Saison immer besser, vor allem durch den jungen Spieler Sebastian Toro. Die Fans hofften, dass sie auch langfristig solchen schönen Freistoßtore von Rey sehen könnten, doch der FC Caracas verkaufte ihn nicht nach Ende der Leihfrist. Er überlegte sich nochmal, ob er den Rest seiner Karriere in Europa spielen sollte, da schon viele venezolanische Spieler im Ausland Meister wurden, wie z. B. Rafael Dudamel, Giancarlo Maldonado und Juan Arango, doch er entschied sich dagegen und will seine Karriere in Venezuela beenden.

### Nationalmannschaft
Sein Länderspieldebüt absolvierte er am 8. Juni 1997 beim 1:1 gegen Bolivien zur Qualifikation für die Fußball-Weltmeisterschaft 1998. Am 13. Oktober 2007 wurde er zum Nationalhelden durch ein spektakuläres Freistoßtor aus 45 Metern Entfernung beim 1:0-Sieg gegen Ecuador bei der Qualifikation zur Fußball-Weltmeisterschaft 2010. Es war die erste Niederlage von Ecuador in Quito seit sechs Jahren.
Am 5. September 2009 schoss er wieder ein Freistoßtor bei einem spannenden 2:2-Unentschieden gegen Chile.
Obwohl er mehr als ein Jahr lang nicht mehr in der Nationalmannschaft eingesetzt wurde, wurde er dennoch in den Kader für die Copa América 2011 berufen. In den ersten Spielen wurde er aber nicht eingesetzt. Erst zur zweiten Halbzeit des Halbfinales gegen Paraguay wurde er eingewechselt. Da in 120 Minuten keiner Mannschaft ein Tor gelang, musste das Elfmeterschießen über den Finaleinzug entscheiden. Für die venezolanische Nationalmannschaft war dies das allererste Elfmeterschießen. Als zweiter Schütze konnte Rey verwandeln, da Franklin Lucena verschoss, verlor Venezuela mit 3:5 und traf im Spiel um Platz drei auf Peru. Auch bei der 1:4-Niederlage gegen Peru wurde er wieder eingesetzt. Der vierte Platz ist aber die bisher beste Platzierung bei der Copa.